# Amar Muharemovic
Amar Muharemovic, född 7 november 1986 i Brcko, Bosnien och Herzegovina, SFR Jugoslavien
är en svensk-bosnisk fotbollsspelare.
Muharemovic har spelat i Landskrona BoIS, Motala AIF och FC Rosengård. Muharemovics moderklubb är IFK Simrishamn. Han blev inkallad till det svenska U21-landslaget 2007.